# District de Chortandy
Le  district de Chortandy (en kazakh : Шортанды ауданы) est un district de l'oblys d'Aqmola au nord du Kazakhstan. 

## Géographie
Son centre administratif est la localité de Chortandy.

## Démographie
En 2013, le district a une population de 29 279 habitants.